# Fade Away (Bruce Springsteen)
Fade Away è un singolo del cantante statunitense Bruce Springsteen, pubblicato nel 1981 come estratto dall'album The River.

## Descrizione
La title track è stata scritta ed eseguita da Bruce Springsteen con l'accompagnamento dalla E Street Band. Negli Stati Uniti il singolo si è inserito tra i primi venti brani venduti sia negli Stati Uniti sia in Canada.